# Entraide française

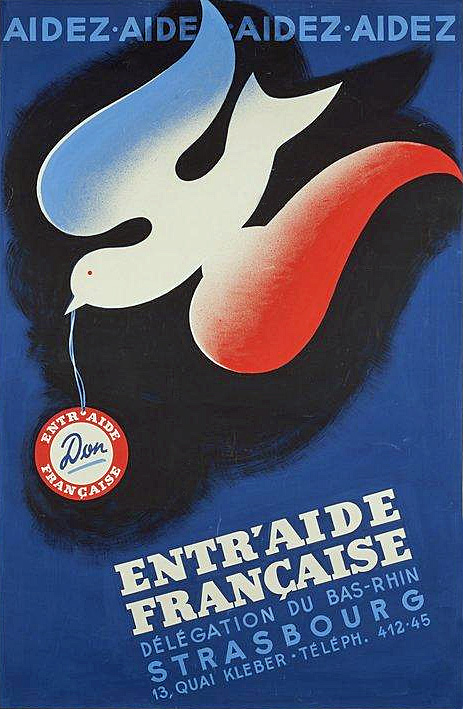
Maquette d'affiche de la délégation du Bas-Rhin (1946).

L'Entraide française est un organisme de solidarité qui succède au Secours national en 1945. 
Il a été supprimé en 1949.

## Description
Justin Godart la préside de 1945 à 1947.
Cet organisme comprend des services centraux et départementaux.
L'Entraide française sollicite après la Guerre la Chambre syndicale de la couture parisienne, qui organise Le Théâtre de la Mode et lui reverse tous les bénéfices de ce spectacle. 
Il est supprimé en 1949, la Cour des comptes est chargée de procéder à la liquidation de sa comptabilité. 
Une note du directeur des Archives de France en date du 22 août 1951 préconise le versement des archives de l'Entraide française aux archives départementales.